# DR-Baureihe 75.6
Die Deutsche Reichsbahn hat in die Baureihe 75.6 von verschiedenen Privatbahnen übernommene Personenzug-Tenderlokomotiven mit der Achsfolge 1'C1' eingeordnet. Im Wesentlichen gab es zwei Bauarten:
- 75 601–605: siehe BLE 45 bis 49

- 75 611–613; 75 621–624; 75 631–634: siehe ELE Nr. 11 bis 14